# Südthailändische Sprache
Die Südthailändische Sprache oder Dambro (thailändisch ภาษาไทยใต้ oder ภาษาตามโพร) gehört zu den Tai-Kadai-Sprachen und wird im Grenzgebiet zwischen Thailand und Malaysia von rund fünf Millionen Sprechern gesprochen, die überwiegend islamischen Glaubens sind. Es gibt verschiedene Dialekte, die aber gegenseitige Verständigung erlauben.
Die meisten Sprecher des Südthailändischen können sich auch mit Hilfe der thailändischen Sprache verständigen.

## Verbreitung
Die Sprecher der südthailändischen Sprache siedeln von Norden her gesehen in den Provinzen Prachuap Khiri Khan, Songkhla und Satun bis hinunter nach Süd-Thailand. Geringere Populationen finden sich im Norden von Malaysia in den Provinzen Kelantan, Perlis, Kedah und Perak, den ehemaligen Vasallen von Siam (des Vorgängers von Thailand).

## Geschichte
Im ersten Jahrtausend fiel der größte Teil der Malaiischen Halbinsel an das Reich Srivijaya, dessen Zentrum wohl auf Sumatra gelegen hat. Indische Händler beeinflussten weite Teile Südostasiens und auch die Halbinsel. Hindu- und buddhistische Schreine zeugen von dem parallelen Einfluss beider Religionen in Südthailand. Nach dem Zusammenbruch von Srivijaya übernahm das Königreich Nakhon Si Thammarat seine Stelle im Süden des heutigen Thailands, wurde aber dem Sukhothai tributpflichtig. Infolge der Islamisierung Malaysias trat eine neue Kluft zwischen den südlichen Thais und dem Rest der Bevölkerung des heutigen Thailands auf. Die teilweise harte Politik der Thaiisierung des Südens und die allgemein herrschende Armut tragen noch immer zu gewalttätigen Aktionen gegen die Regierung in Bangkok und deren Repräsentanten im Süden bei.
Die südthailändische Sprache ist eigentlich eine reine Sprechsprache, die nicht aufgezeichnet wurde. Heute benutzt man für Aufzeichnungen allerdings die Buchstaben der thailändischen Schrift.

## Vergleich mit der thailändischen Sprache
Obwohl das Südthailändische von der thailändischen Hochsprache nicht sehr verschieden ist, können gelegentlich Verständigungsprobleme auftreten. Dies liegt an einer veränderten Tonalität vieler Wörter sowie anderer Wortakzente im Vergleich zur thailändischen Hochsprache. In manchen Gegenden Süd-Thailands werden bis zu sieben verschiedene Töne benutzt, was ein Verständnis schwierig macht (Standardthai hat nur fünf Töne). Auch ist das Vokabular stark von der malaiischen Sprache (bzw. dem Dialekt von Pattani), dem Chinesischen und der Mon-Sprache beeinflusst. Im Gegensatz zur thailändischen Alltagssprache wird das ร als /r/ und nicht als /l/ gesprochen.
| Dambro           | Thai                 | Deutsch        | Dambro           | Thai                | Deutsch         |
| หร่อย [rɔːj]      | อร่อย [aʔrɔ̀ːj]        | köstlich       | ม่าย [maːj]       | ไหม [mǎj]           | Fragepartikel   |
| แหลง [lɛːŋ]      | พูด [pʰûːt]           | sprechen       | จังหู้ [tɕaŋhuː]    | มาก [mâːk]          | viel, häufig    |
| ลี้ปรี [liːpriː]    | พริก [pʰrík]          | Chili          | หลุหละ [lulaʔ]    | สกปรก [sòk.ka.pròk] | verschmutzt     |
| หย้บ [jop]        | ยี่สิบ [jîːsìp]         | zwanzig        | บาย [baːj]       | สบาย [saʔbaːj]      | sich wohlfühlen |
| ยานัด [jaːnát]    | สับปะรด [sàp.paʔ.rót] | Ananas         | นากา [naːkaː]    | นาฬิกา [naːlí.kaː]   | Uhr             |
| ขี้มัน [kʰiːman]    | ขี้เหนียว [kʰîːnǐaw]    | geizig         | พรือ [pʰrɯːa]     | อะไร [aʔraj]        | Was?            |
| ยัง [jaŋ]         | มี [miː]              | haben          | แค [kʰɛː]        | ใกล้ [klâj]          | nah             |
| พี่บ่าว [pʰiːbaːw]  | พี่ชาย [pʰîːtɕʰaːj]    | älterer Bruder | เกือก [kɯːak]     | รองเท้า [rɔːŋtʰáːw]  | Schuh           |
| ตอเช้า [tɔ.tɕʰaw] | พรุ่งนี้ [pʰrûŋ.níː]     | morgen         | พร้าว [pʰraːw]    | มะพร้าว [máʔ.pʰráːw] | Kokosnuss       |
| หลาด [laːt]      | ตลาด [taʔ.làːt]      | Markt          | ตู [tuː]          | ประตู [pʰraʔ.tuː]    | Tür             |
| แล [lɛː]         | ดู [duː]              | sehen          | นายหัว [naːj.hua] | หัวหน้า [hǔa.nâː]     | Vorgesetzter    |